# 県別マップル
県別マップル（けんべつマップル）とは、日本の地図出版企業昭文社の発行する、主に一般普通乗用車向けの、日本国内の各都府県別道路地図帳である。

## 概略
1. 冊子タイプの製本で、サイズはA4判である。
2. 縮尺は、青枠の都府県庁所在地中心部などが約1:5千、紫枠の都市部及び地方都市中心部が約1:1万-1:3万、赤枠及びオレンジ枠の都府県下全域道路図が1:3万または1:6万（大阪府は1:2.5万のみ、東京都と千葉県、佐賀県は1:3万のみ、青森県は1:5万のみ、一部の県に関しては1:8万や1:8.5万、1:10万、1:12万もある。）、緑枠の広域道路図（都府県全域と，それに隣接する地域）として約1:20万-1:30万が用いられている。なお青森・福島・茨城・栃木・新潟・長野・山口・佐賀・長崎・宮崎・鹿児島11県版は紫枠を用いず「県庁所在地以外の主要市区町村中心部&観光地拡大図も（県庁所在地中心部拡大図同様に）青枠で表示」している（新潟・長崎・鹿児島3県版は離島部=佐渡島・五島列島・小値賀島・甑島・トカラ列島・種子島・奄美大島・屋久島・徳之島・沖永良部島周辺の道路図を紫枠で表示）。
3. 3万分の1・5万分の1・6万分の1・12万分の1各縮尺の本図題名は多くの都府県版が「（異なる縮尺の図を混在させた）発行都府県内全域道路図」と命名しているが、地区によっては3万分の1縮尺を「発行都府県内主要部道路図」、5万分の1～12万分の1縮尺を「発行都府県内全域道路図」とそれぞれ命名する形で題名&本図枠色を区別し、同一カテゴリの図に異なった縮尺を混在させない形とする場合もある（例として、岩手県版は盛岡市&盛岡都市圏を基軸とする大都市&中小都市がむらなく連なっている八幡平市から一関市までの東北自動車道・国道4号・東北新幹線・東北本線・北上川各沿線地区を「オレンジ枠3万分の1県内主要部道路図」、それ以外の地区を「赤枠6万分の1県内全域道路図」として縮尺により掲載図の題名&枠色を明確に区分。高知・宮崎両県版は「オレンジ枠3万分の1高知都市圏=高知市周辺及び宮崎都市圏=宮崎市周辺道路図」を赤枠6万分の1県内全域道路図とは独立させて配置。秋田・山形・福島3県版は「3万分の1エリア（県内各都市圏）別道路図」をオレンジ枠で、それ以外の「6万分の1及び12万分の1県内全域道路図」を赤枠でそれぞれ区別。ただし題名は岩手・秋田・高知・宮崎4県版とは異なり、オレンジ枠3万分の1縮尺・赤枠6万分の1及び12万分の1縮尺いずれも「県内全域道路図」と一括命名）。なお青森県版では赤枠の「県内全域道路図」を全ページ5万分の1縮尺で、緑枠の「青森県とその周辺広域道路図」を全ページ25万分の1縮尺でそれぞれ統一している。
4. 本図と主要市町村中心部&主要観光地拡大図（5千分の1・1万分の1・3万分の1・5万分の1・6万分の1）は全ての大字・丁目・一部小字にルビが振られているが、掲載範囲が広い福島・東京・長崎・鹿児島・沖縄5都県版は離島（福島県は会津地方南西部）の一部本図ページが10万分の1又は12万分の1縮尺となっており、そちらの大字名ルビは原則巻末索引項にのみ掲載（本図における大字の区域色分け表記は10万分の1以上の縮尺では原則非実施）。小字のみが存在する地区は「大字なし」と、大字・小字いずれも割り当てられていない山間部は「国有林」とそれぞれ表記されている（「大字なし」地区にある小字にルビは振られず巻末町名索引項にも非掲載。10万分の1以上の縮尺では小字・「大字なし」・「国有林」の各表記を原則非実施）。
5. 県境部分については市街地及び観光地となっている場合は隣県も含め本図掲載しているが、逆に山間部主体の場合は本図掲載を一部省略し広域図にのみ掲載としている（広域図にのみ掲載の大字も巻末町名索引には掲載）。なお市町村中心部&主要観光地拡大図・大字&丁目・主要施設索引は原則として発行都府県内市町村にあるもののみ掲載（例外として、岐阜県版には発行エリア外である長野県南木曽町妻籠地区拡大図を、福岡県版には山口県下関市中心部拡大図を、沖縄県版には鹿児島県与論島の6万分の1本図をそれぞれ掲載=10万分の1縮尺で掲載されている本家の鹿児島県版より詳しい）。
6. 「1万分の1・1万2千分の1・1万5千分の1市街地&観光地拡大図」は市・区部については全て掲載しているが、町村における中心部拡大図は交通の要衝となっている地区や主要観光地のみの掲載を原則としており、必ずしも発行都府県内にある全市区町村が中心部&観光地拡大図をフルスペック掲載するとは限らない。なお「5千分の1・6千分の1市街地拡大図」は原則「発行都府県の県庁所在地とそれに準じる大都市の主要駅周辺地区のみ」の掲載となっている。また発行都府県によっては主要観光地拡大図を「温泉・観光地案内図」と題して（市街地拡大図と区別し）一つのページへ集約掲載する場合もある。
7. 大字境界未確定地区の表記方法は発行都府県により異なっており、「○○・▲▲錯綜地」、「○○・××入会」、「○○・▼▼入会地」、「●●・△△錯雑地」と4通りある（これら表記方法は第三世代以降のSiMAPに採用）。また市区町村界及び都府県境未確定地区は「境界未定」とカッコ書きで表記。
8. 定価は2,700円（2014年4月1日より、8%税込）。
9. 県別マップルシリーズは、2007年版の発行を以て、全点が昭文社独自の地図情報システム｢SiMAP｣を用いたコンピューターによる製版となっている。また第四世代以降の図式に改訂された版は「地図の使い方（記号の意味など）」解説項が巻頭に新設されている（2011年版を以て発行46都府県全てが「第四世代」以降への図式改訂を完了したため、以降「地図の使い方ガイド」は県別マップル全都府県版に掲載）。
10. 当シリーズを含む昭文社発行の地図出版物全シリーズは国道を「赤」・主要地方道を「緑」・一般都道府県道を「黄」でそれぞれ色分け表示すると共に、主要バス路線及びバス停名は赤の破線で表記している（バス路線表記は各シリーズ広域図と「MAXマップル」シリーズでは非実施）。
11. 都府県版によって異なるが、年に概ね1-3回発行(増刷)されている。
12. 巻末の裏見返し部は「○○県総図（又は"▼▼県周辺図"）」として発行都府県全図及びその周辺図を掲載（図式は第四世代までは発行都府県により異なっていたが、2015年以降は「新・第五世代図式」へ統一。富山・石川・福井3県版は「北陸総図」として北陸全体の索引図を、徳島・香川・愛媛・高知4県版は「四国総図」として四国全体の索引図をそれぞれ掲載）。発行都府県によっては鉄道路線図・フェリー案内&フェリー料金表、（発行都府県周辺の）高速道路網図、（発行都府県の県庁所在地及び大都市中心部にある）駐車場案内図、主要空港ターミナルビル案内図、本土と離島を結ぶ交通機関案内図も併せて掲載。なお高速・有料道路料金表にはインター名を全て掲載せず、交通量の少ないインターや発行エリア外のインターは一部省略している（発行エリア内にある料金表欄非掲載インターは「非表示インター」として欄外に掲載。大半の版は高速&有料道路・フェリー料金表を巻末に掲載しているが、高速道路網が短い県の版は高速&有料道路・フェリー料金表を本図の中ほどに掲載する場合がある）。また「発行都府県とその周辺の鉄道案内図」を掲載している版では、発行都府県外にある駅については一部省略している。
13. 発行都府県によっては有名観光地の案内図と解説（観光ガイド）が巻末に掲載されている（例：山梨県版「富岳百景」、岐阜県版「奥飛騨観光めぐり」、和歌山県版「熊野古道案内図」、島根県版「山陰温泉めぐり」、四国4県版「四国八十八カ所巡り案内図」。鳥取県版は観光鉄道路線である「JR境線各駅案内」を本図の中ほどに掲載）。
14. 「（発行都府県とその周辺の）緑枠20万分の1広域図」は通常巻末（3万分の1と6万分の1縮尺による本図の後ページ）に掲載されているが、沖縄県版では20万分の1広域図を「本島プランニングマップ」として（沖縄本島周辺のみを）巻頭（「那覇都市圏詳細図」の手前）に収録している（3万分の1と6万分の1縮尺の本図は沖縄本島と主要離島のみを収録し、それ以外の離島は10万分の1縮尺で収録。本島プランニングマップ「本島南部」項には、沖縄県内にある全ての島の読み方・当該島の本図ページ位置&所属市町村名を「沖縄県の主な一覧」と題して掲載）。
15. 都府県道については主要地方道を緑・一般都府県道を黄色でそれぞれ色区分したうえで地図の本図中に表記されている。ただし「停車場線」・「空港線」・「港線」・「インター線」を名乗る短距離都府県道は縮尺により本図への番号&路線名記載が省かれる場合がある（特に「スーパーマップル」で代用されている北海道版は収録範囲が特別に広い事から、道道は縮尺に関わらずその約半数が本図中における番号&路線名記載を省いている）。
16. 2011年3月11日に発生した東日本大震災で甚大な津波被害を受けた岩手・宮城・福島3県版については、（震災の翌年）2012年から2015年まで「震災対応版」として発行。（10万分の1・20万分の1・25万分の1広域図を除く）6万分の1縮尺「県内全域道路図」までの本図において「津波浸水区域の網掛け表示と仮設住宅を示す緑色アイコン&その団地名称記載」を実施。「津波浸水区域」と「福島第一原発事故による帰還困難区域」は実走調査の実施時期が他地区より遅い事から、「（網掛け表示した地域は実走調査時期が他地区と異なるため）復興の進捗により本書の記載内容と現地の状況に相違がありますのでご注意下さい」という注意書きが頭注部に書かれていた（「ライトマップル岩手・宮城・福島3県版」・「都市地図宮城県仙台市・石巻&東松島市・岩沼&角田市・福島県いわき市」・「街の達人仙台&宮城便利情報地図」・「スーパーマップル東北道路地図」の各シリーズも2012年以降は「震災対応版」に切り替え、県別マップル岩手・宮城・福島3県版同様「津波浸水区域の網掛け表示&仮設住宅団地名の記載」を実施。ただし「文庫地図&でっか字まっぷ仙台市」は震災対応版とはなっていない）。2016年版以降は新図式「第五世代SiMAP」改訂に伴い、岩手・宮城・福島3県版についても他都府県同様の通常版に戻されている（ただし福島県版では「立入禁止区域=福島第一原発事故による帰還困難区域は震災前の情報も掲載しており、本書の内容と現地の状況に相違がありますのでご注意下さい」という注意書きが奥付に書かれている）。
17. 巻末には「市区町村の地名読み方索引」が掲載されており、発行都府県内にある市区町村の丁目・大字・一部小字の読み方をルビ付きで掲載。市区町村は「水色枠を入れた都府県庁所在地と政令指定都市をまず最初に並べ、その他市町村は青枠を入れて五十音順に並べる方式」としている（各市区町村内の丁目・大字・一部小字は全て五十音順で掲載）。
18. 鉄道の各駅名は本図（主要都市&観光地詳細図・各都府県内主要部道路図・各都府県内全域道路図）上では漢字で表記されているが、10万分の1縮尺以上の広域図では鉄道駅名が平仮名で表記される。

## 県別マップルシリーズ
- 県別マップルは、｢2.青森県｣から｢47.沖縄県｣までの、北海道を除く全46都府県版が発行されている（ナンバリングは総務省・内閣府などが公式に定めている順番に基づき実施しており、北海道に割り当てられている公式番号「1」は県別マップルでは欠番扱い。北海道はスーパーマップルなど他のシリーズで代用）。
- 「都市地図」シリーズには発行市区町村のシンボルマーク（市区町村章）が付録の「発行市区町村地名読み方索引」項に描かれているが、「県別マップル」シリーズと「スーパーマップル北海道道路地図」に発行都道府県&エリア内各市区町村のシンボルマーク（都道府県章&市区町村章）は描かれていない（「グローバルマップル日本地図帳」には国内全47都道府県のシンボルマーク=都道府県章を掲載）。
- シート版「都市地図」シリーズは当該都道府県内にある市区町村全ての版を発行せず、「全47都道府県庁所在地版」・「全20政令指定都市版」・「全35施行時特例市版」・「全49中核市版」・「東京23区版」・「人口の多い（主に10万人以上の）その他市町村版」のみの発行である（特に徳島・高知両県の都市地図は県庁所在地である「徳島市」・「高知市」各版のみを発行している）ため、都市地図シリーズに非掲載の市町村は当シリーズ「県別マップル」にのみ掲載。
- 北海道版の県別マップルは、2021年6月現在発行されていない。そのため、実質的に｢スーパーマップル北海道｣・「ライトマップル北海道」・「GIGAマップルでっか字北海道」・「マックスマップル北海道」・「街の達人札幌便利情報地図」・「都市地図の北海道内各市町村版」・「文庫地図札幌&小樽」・「でっか字まっぷ札幌」の各シリーズが県別マップル北海道版の役目を果たしている（巻末の「道内各市区町村地名読み方索引」はページ数の関係上、市街地及び観光地拡大図に収録されている市区町村のみを掲載し、「10万分の1・15万分の1エリア別広域図」と「30万分の1全道広域図」のみに掲載の町村は巻末の地名読み方索引非掲載。市区町村中心部拡大図は市部については全て掲載しているが、町村部については交通の要所になっている地区と主要観光地のみ掲載。なお「スーパーマップル」シリーズへのナンバリングは改訂と共に廃止され、北海道版へは公式番号「1」が割り当てられていない。また都市地図の北海道内各市町村版と「街の達人札幌都市圏版」は「スーパーマップル北海道」より本図=拡大図収録範囲が若干広いが、人口が10万人未満の名寄・士別・留萌・深川・滝川・砂川・赤平・芦別・歌志内・美唄・三笠・夕張・紋別・根室各市とそれら周辺町村版は「都市地図」シリーズとして発行されておらず「スーパーマップル北海道」にのみ収録。「北海道内各市町村版都市地図」シリーズとして発行されている人口10万人未満の道内都市は稚内・網走・富良野・岩見沢・千歳・恵庭・北広島・室蘭・登別・伊達・北斗、以上11市のみ。「街の達人札幌」には小樽・江別・石狩・岩見沢・北広島・恵庭・千歳・苫小牧・登別・室蘭・伊達・美唄・砂川・滝川・赤平・芦別・夕張16市&当別・倶知安・余市・南幌・栗山・白老6町の各中心部拡大図と新千歳空港ターミナルビル構内図を収録し、10万分の1広域図は滝川・夕張から倶知安・伊達・苫小牧までの道央圏のみ収録。文庫地図札幌版には函館・旭川両市の中心部拡大図も収録）。
- 逆に｢スーパーマップル九州｣には、2021年6月現在沖縄県域の地図が収録されていない。よって、｢県別マップル&ライトマップル47.沖縄県｣・「都市地図の沖縄県内各市町村版」・「GIGAマップルでっか字九州・沖縄」・「マックスマップル九州・沖縄」が｢スーパーマップル｣沖縄県版の役割を果たしている（「沖縄県内各市町村版都市地図」が発行されている市町村は本島にある那覇市・豊見城市・浦添市・宜野湾市・沖縄市・うるま市・南風原町・西原町・与那原町・北谷町・嘉手納町・金武町・恩納村・宜野座村・読谷村のみで、本島のその他市町村版&離島版都市地図は発行されず「県別マップル&ライトマップル」にのみ収録）。
- 最新の実走調査データを反映した重版及び改訂版発売までには、最低約2ヶ月の内容精査・校正・調査データ更新作業期間を要する。また当該年版と書かれていても発売時期が前年10月下旬～当該年2月中旬にかけてとなる版の場合、実走調査データは（発売年版の）前年下半期（7月～12月まで）に行った内容の反映となる（実走調査は現場担当社員数・人件費・営業車台数に限りがある事から日本国内全地区を年中くまなく実施するのではなく、各都道府県・各市区町村ごとに数ヶ月～数年単位で区分けして実施）。
- 本図及び「（発行都府県とその周辺の）高速道路網図」に記載されている給油所（ガソリンスタンド）運営会社ロゴアイコンは、高速道路SA/PAにおける給油所の有無を見分ける重要な要素となる（ただし24時間営業の有無は「街の達人」シリーズにのみ掲載。近年は閑散区間において不採算を理由に給油所を廃止するSA/PAが急増しており、高速道路上にある無給油所区間が100km又は200kmを越えるケースが続出。ガス欠による車両立ち往生が頻発している他、深夜営業をしていない給油所も多いので、高速道路入場前には一般道路上にある給油所であらかじめ給油を済ませておいたほうが良い）。
- 岡山・徳島・香川・愛媛・高知5県版では、巻末の「高速・有料道路料金表」に「本四架橋（神戸淡路鳴門道と瀬戸中央道）は山陽道・高松道とは別料金です」という旨の注意書きが添えられている（本四架橋区間は管理者が異なる事から、本四架橋を間に挟む形で本州側・四国側双方の高速NEXCO線を利用する場合、本州・四国いずれか上陸した側にある本線料金所にて入場したNEXCO線と本四架橋区間の合算料金を支払ったのち上陸した側のNEXCO線通行券を受け取る方式となっているため。第四世代までは飛び地路線の「しまなみ海道」を含む本四架橋3路線概略図が注意書きと一緒に書かれていたが、第五世代では本四架橋概略図を省き文章のみの表記に変更。飛び地路線のため現在は無料の一般道及び自専道を介してNEXCO線へ連絡する形のしまなみ海道が将来今治小松道経由で松山道と直結された場合、NEXCOと本四架橋会社の分界点となる今治ICに本線料金所が設置される予定。本州側は西瀬戸尾道ICにて無料自専道の国道2号尾道バイパスへ接続）。
- 鳥取・島根両県版には（「NEXCO西日本が管理する有料の山陰自動車道」と「国交省中国地方整備局が管理する無料自専道の国道9号バイパス」で構成されている「山陰道」の概略図）「山陰道マップ」が掲載され、「山陰道は（開通時期及び管理者の違いから）無料区間と有料区間が混在している」旨の注意書きが書かれている（鳥取県版は鳥取IC-出雲IC間とそれに繋がる鳥取道・米子道・松江道の概略図を、島根県版は有料の江津道路・浜田道を含む米子-益田間概略図をそれぞれ掲載）。
- 沖縄県版の場合、「5千分の1那覇市中心部拡大図」にはバスレーン規制の区間と時間帯が掲載されている（バスレーン規制の区間を表記している県別マップルは沖縄県版のみ）。
- 大字・小字・丁目の読み方は全て平仮名表記だが、市区町村名の読み方は本図へはローマ字で・巻末の「地名読み方索引」項へは平仮名でそれぞれ表記している（「マックスマップル」・「分県地図」シリーズでは市区町村名の読み方を本図・巻末市区町村索引共に平仮名で表記）。また6万分の1縮尺までの本図でも（旧町名をそのまま公式地名に制定した経緯から）町域区画が狭いなどの理由により本図中でのルビ振りが出来ない地名（大字・丁目）があり、それら地名へのルビ振りは巻末の索引のみで実施している。
- 東京都版は巻末に「東京23区と多摩地区の通り名マップ」が掲載されており、（甲州街道・青梅街道・日光街道など）旧街道名に由来する都内主要幹線道路の通称名が一目でわかるようになっている。
- 宮崎県版は巻末の「宮崎県総図」項に「県内主要都市間距離一覧」が掲載されており、車及び鉄道で県内各地を移動する際に目安となる所要時間が書かれている（「スーパーマップル北海道道路地図」にも「車で移動する際の道内主要都市間距離一覧」を巻末「北海道総図」項に掲載）。
- 都府県版によっては「フェリー料金表」も掲載されているが、掲載料金は「通常期運賃」のみで繁忙期の割増料金は非掲載となっている（就航会社によっては季節により便数や運賃の変動が大きい場合があるので、各社HPなどで事前に要確認）。

## 県別マップルの改訂
- 改訂は全都府県（発行全46冊）毎年一斉ではなく数年又は数ヶ月の周期に分け、1年ごと又は1～2ヶ月ごとに数点のペースで行われている。

初代（第一世代）
- 1990年代前半　県別マップルシリーズ創刊。図式は、マップル（非SiMAP）の図式。しかし当時の都市地図やニューエストと違い、国道･県道を色分け・県道番号を図示するなど従来の書式からは進歩したものであった。
- 1999年版　｢滋賀県｣などの発行をもって、46点のシリーズ全点発行が完了。なお、後期に発行された都府県は当初より｢SiMAP｣を用いている。

- 第1世代のものであっても発売時期によって多少の違いがある。例えば茨城県版において1998年版には存在する主要都市詳細図が1994年版には存在しない(県庁所在地であっても1/30000より詳しい図はない)、国道表記がマークではなく文字のみで示されていた等の違いがあった。

第二世代
- 2000年7月　表紙を刷新し、第一世代図式で発行された都府県の、｢SiMAP｣を用いた図式を採用した第二世代への改訂開始。第一弾として｢大阪府｣・｢岡山県｣などを発行。
- 2001年版　第一世代図式の都府県も含めた全46点の表紙を、第二世代版と同じデザインの表紙に統一。

- 2010年からは第四世代への図式改訂が急速に進行（群馬県以外は2009年に表紙を第四世代の新デザインに変更）。最後まで残った長野県も2011年1月下旬に第四世代へ改訂され、スーパーマップル及び県別マップルシリーズより第二世代図式は（長野県を最後に）消滅した（今後は「都市地図」シリーズにのみ残存）。なお長野県版は主要観光地拡大図のみ2015年現在も第二世代SiMAPとなっていたが、次世代図式「第五世代SiMAP」改訂に伴い「県別マップル」シリーズから第二世代は（2015年11月を以て）完全消滅する。

第三世代
- 2004年版頃　｢スーパーマップル第三世代図式｣とほぼ同じ｢県別マップル第三世代図式｣を採用。残存する第一世代図式の都府県の、第三世代図式化改訂を開始する。
- 2007年版　｢山形県｣・｢島根県｣などの改訂をもって、全46点の｢SiMAP｣化が完了。
- 以前の第二世代では一部ルビ振りが無い大字名があったが、この世代からはほぼ全ての大字にルビが降られている（6万分の1縮尺までの詳細道路図に地名ルビ振り実施。一部市町村は小字名にもルビ振りしている箇所あり。ただしポイント数及びスペースの関係上ルビ無しの大字も一部あり。また本図となる詳細道路図が10万分の1・12万分の1縮尺のページはスペースの関係上地名ルビ振り無し。「スーパーマップル」は地名ルビ振りが3万分の1縮尺のページまでで、6万分の1縮尺以上の詳細道路図には地名ルビ振り無し）。さらに大字を地域毎に色分けして境界をわかりやすくし（県別マップルは6万分の1までの本図で、スーパーマップルは3万分の1縮尺までの本図で各々実施）、その字体も従来のゴシック体から太字明朝体へ変更（ただし小字を太字表記でルビ振りしている場合、大字名は従来通りゴシック体表記）。
- 高さ制限（4.0M未満）及び踏切のアイコンを新設（ただし10万分の1及び20万分の1広域図にこれらアイコンは非掲載。なお踏切アイコン表記は幹線道路が中心で、全ての道路&鉄道線平面交点に書かれるとは限らない。さらに5千分の1・6千分の1・1万分の1・1万5千分の1・2万5千分の1の各市街地拡大図には昭文社で独自制定した「歩行者専用踏切」アイコンも追加表記されているが、この「歩行者専用踏切」標識は実際には=道路交通法上は存在しない）。
- この図式は秋田・岩手・山形・福島の各県を最後に2010年7月を以て消滅した（後述の「第四世代」図式に改訂された為）。また「ライトマップル」はこの図式を採用せず、2010年からは第二世代から第四世代へと2段跳びで図式改訂が行われている。
- 表紙も新デザイン（第四世代）への改訂が急速に進み、第三世代デザイン表紙は徳島・宮崎両県を最後に2011年2月を以て消滅した。

第四世代
- 2007年4月　表紙を刷新し，第二世代図式で発行された都府県の、図式を全面的に改めた第四世代化改訂に着手。
- 第四世代の図式の主な特徴として、有料・高速道路の色を、青緑から紫に。ブランドロゴの記号化をより一層充実。町域（丁目及び大字・一部小字）名表記の字色を黒から薄紫に変更（市区町村名の字色はこれまで通り黒）。
- この第四世代の図式は、スーパーマップル（第四世代・2008年版～）やライトマップルにも用いられている。
- ページ左上部の本図範囲中心地名にルビが振られ、数字書体も（第三世代までの）角ゴシックから丸ゴシックに変更（ただし「スーパーマップル」は本図が第四世代に改訂されてもページ上部の数字は従来通り第三世代までの角ゴシック体表記となっており、本図中心地名のルビ振りも無し）。
- 警察庁及び全国の警察本部発表の資料を基に、交通事故多発地点や通行上の注意点表記が新たに追加された（ただし全県ではなく関東・中京・関西・福岡などの一部大都市圏版のみ）。
- 巻頭に地図の読み方や記号・標識の意味などを記した写真付きカラーコラムが、巻末には収録エリアの高速・有料道路通行料金表に加え収録県の鉄道案内図や主要都市中心部の駐車場案内図及び駐車料金表が各々新設された（ただし鉄道・駐車場案内図掲載は全県ではなく関東・中京・関西・福岡等の大都市圏版のみ）。
- 表紙及び本図各頁の頭注部には観光地等の詳しい情報が携帯電話で確認可能なQRコードを新設（スーパーマップル及びMAXマップル2010年以降版にも新設。ただし表紙のみを第四世代に改訂し本図は以前の第二及び第三世代SiMAPを継続、及び本図のみを第四世代に改訂し表紙は旧デザインを継続している県の地図はQRコード及びMGコード非掲載）。さらに昭文社が独自に定めた「MGコード」をパソコン及び携帯電話の昭文社サイト上に入力すれば、その観光地等の詳しい情報が表示される（第三・第四世代SiMAPに改訂された2006年以降版より採用）。
- 巻末の掲載県周辺図は「○○県総図」として図式が全面リニューアルされた（ただし全県ではなく関東・中京・関西・福岡等の大都市圏版のみで、第二世代から第四世代へ改訂された県が中心。本図である3万分の1・5万分の1・6万分の1の各詳細道路図が第四世代に改訂されても広域図や巻末の掲載県周辺図は従来の第二・第三世代デザイン図式のままとなっている県もある）。
- 右上端・左上端に表記されている当該ページの中心地名には、平仮名によるルビが振られるようになった（「文庫地図」・「でっか字まっぷ」改訂版にもページ地名に平仮名ルビ振りを実施。なお「スーパーマップル」・「街の達人」・「マックスマップル」にはページ地名へのルビ振り無し）。
- 2015年からは次世代図式「第五世代SiMAP」への改訂が「県別マップル」・「ライトマップル」・「GIGAマップルでっか字」・「分県地図」各シリーズで進められており、2016年中にはこれらシリーズの全地域版&都道府県版より第四世代図式は消滅する（「スーパーマップル」・「文庫地図」・「でっか字まっぷ」・「街の達人」・「都市地図」・「マックスマップル」各シリーズは2016年版以降も第四世代図式を継続使用）。

第五世代
- 以前の第四世代までとは表紙デザインを大幅リニューアル。（従来からの「主要市区町村中心部・観光地拡大図」と「地図の使い方ガイド」に加え）「発行都府県みどころマップ」が巻頭に新設され、発行都府県の特色・観光名所・年中行事・特産品などを紹介している（発行都府県の位置・当該都府県の一言PR・年中行事・特産品&観光名所の紹介で構成）。本シリーズ同様に第五世代SiMAPへ改訂された「分県地図」シリーズにも（「発行都府県みどころマップ」の類似版である）「旅のみちしるべ」と題した発行都道府県観光ガイドが裏面に掲載されている（第五世代SiMAPへ改訂された「分県地図」シリーズは定価を以前の税込み864円から「税込み1,080円」へ引き上げ。同様に「ライトマップル」と「都市地図の一部大都市版」も第五世代へ改訂された版は定価を税込み972円から「税込み1,080円」へ引き上げ）。なお（第五世代SiMAP版）重版時は「発行都府県みどころマップ」へ掲載される当該都府県の名産品・観光名所・歳時記（年中行事）が前年までの版と一部変更される場合あり。
- 「県別マップル2015年以降版」については、他シリーズが改訂を機に定価を引き上げるケースが多い中にあっても（第五世代SiMAPへ改訂後も）定価をこれまで通り「税込み2,700円」に据え置いている。
- 本図&広域図の大字・丁目・市区町村名書体は以前の（第三・第四世代SiMAPで用いられていた）「明朝体似の太字」から「丸ゴシック」に変更（小字は通常のゴシック体或いは明朝体表記のまま書体変更なし。同様の書体は「GIGAマップルでっか字」シリーズにも採用。なお一つの大字地区が広いため当該地区内の小字にもルビ振りしている地区の場合、大字名は以前の第四世代まで同様に明朝体とし小字のみ丸ゴシック表記に変更）。加えて左右の上端に書かれている本図各ページ中心地名の平仮名ルビ書体は、以前（第四世代）のゴシック体から明朝体に変更されている（漢字表記はゴシック体のまま書体変更なし）。なお本図に書かれている都道府県名の書体はこれまで通り（第四世代まで同様）明朝体のままだが、第五世代SiMAPは（同じ明朝体でも）太字表記になった。また都府県及び市区町村の正確な境界が定まっていない地区は「境界未定」とカッコ書きで表記している。
- 発行都府県によっては巻末に「道の駅一覧」や「（発行都府県とその周辺の）交通案内図」が掲載されている。
- 兵庫・岡山・広島3県版の場合、以前の第四世代SiMAPでは（6万分の1縮尺の本図において）「平成の大合併」により市へ編入された旧町村名を大字名に用いている地区の旧町村名大字はポイントが他の字名より一回り小さくされルビが振られていなかったが、第五世代では6万分の1縮尺の本図においても大字名のポイント数が（他の大字と同様に）統一され、平成の大合併以前の旧町村名を大字に用いている地区にも（旧町村名大字に）全てルビが振られている。
- 福島・新潟・東京・島根・長崎・鹿児島・沖縄7都県版は収録範囲が他府県版より広いため、離島部（福島県は会津地方南西部）の縮尺が（以前の第四世代SiMAP同様）10万分の1又は12万分の1（東京の島しょ部は20万分の1、島根県隠岐諸島は8万5千分の1）となっており、それら地区の大字名にルビは振られていない（ルビ振りは巻末の「各市区町村地名読み方索引」項のみで実施。また平成の大合併以前の旧市町村名を大字に用いている地区のうち「●●町××」・「△△村○○」・「○○区▼▼」という表記をする地区では、8万分の1以上の縮尺になると「町」・「村」・「区」表記がそれぞれ省かれる）。
- 沖縄県版では第四世代以前の版に無かった「那覇空港構内図&那覇空港及び那覇港を中心とした沖縄県内航空路線&フェリー航路図」が巻末に新設された（航空路線図&フェリー航路図は沖縄県内各地を結ぶ離島路線を路線&就航会社別に色分けして掲載。那覇と本土各地を結ぶ路線は毎月実施のダイヤ改正に伴う便数&路線数の変動が大きい事から簡略化して掲載）。逆に「1万分の1那覇都市圏詳細図におけるリバーシブルレーン区間表記」は廃止されている（バスレーン区間表記のみ「5千分の1那覇市中心部拡大図」にて継続）。同様の路線図は鹿児島県版にも「鹿児島県内の本土と離島を結ぶフェリー航路&航空路線図」として掲載されているが、「鹿児島空港構内図」は非掲載。
- 背表紙の「県別マップル　○○県（都・府）道路地図」という題名表記は以前（第四世代までの版）よりポイント数が大きくなり見やすくなった。また表紙の題名は（第四世代までの版の中央部表記から）左寄せ表記に変更された（シリーズ題名「県別マップル」の表記位置は中央部から右上端に変更）。
- 巻頭の「地図の使い方ガイド」項には、携帯電話やスマートフォンをかざせば（地図本編に掲載しきれなかった）発行都府県の様々な情報が表示される「QRコード」が新設された。これに伴い第四世代までの版に採用されていた昭文社独自の「MGコード」表記は廃止されている。
- 第四世代までの版に描かれていた円形の「SiMAP」ロゴ表記は廃止され、第五世代SiMAPへの改訂版はリンゴを模した柄の「MAPPLE」ロゴ表記に統一された（第五世代SiMAPへの改訂が発行46都府県全ての版で完了すれば、旧来の円形「SiMAP」ロゴ表記は県別マップルシリーズより消滅。今後旧「SiMAP」ロゴは「都市地図」・「マックスマップル」両シリーズの一部に残るのみとなる）。
- 地図記号には昭文社オリジナルとして「家電量販店」を示す電源プラグアイコンと「ホームセンター」を示すDIYアイコンを新設。一方で以前の第四世代SiMAPで採用されていた（広域図を除いた）本図及び拡大図への「事故多発地点」記号掲載は廃止され、交通規制内容・道路状況・運転上の注意などを文字情報で表記する方式のみへと改められた。
- 発行都府県によっては5千分の1・6千分の1・1万分の1・1万5千分の1各縮尺の（主要市区町村中心部&観光地の）拡大図ページと3万分の1・6万分の1本図（発行都府県内全域道路図）ページを以前（第四世代までの版）より増やしたため全体ページ数が多くなった他、拡大図の収録範囲も従来版より若干広げられている（例として富山県版では、北陸新幹線金沢開業に伴い1万分の1高岡市中心部拡大図に「新高岡駅周辺地区」を新規追加すると共に、富山市中心部拡大図についてもこれまでの1万分の1に加え「富山駅周辺・総曲輪両地区6千分の1拡大図」を新設。愛知県版では旧第四世代版まで20万分の1広域図のみの収録だった「新城市黄柳野地区」も6万分の1県内全域道路図へ新規収録。岩手県版では1万5千分の1盛岡市詳細図に「都南地区=岩手飯岡駅周辺」を、その他県内主要都市&観光地拡大図に「平泉町&滝沢市中心部」をそれぞれ新規追加）。
- 巻末の「発行都府県とその周辺広域図」は（第5世代改訂に際し）一部県版を除いて縮尺が「20万分の1」へと統一され「GIGAマップルでっか字」シリーズと同一デザインになった（発行都府県によっては広域図の収録範囲が従来版より若干拡大されている。なお青森・福島・栃木・群馬・長野・岐阜・福井・広島・山口・愛媛・高知・佐賀・長崎・熊本・大分・宮崎・鹿児島16県版に掲載の広域図は25万分の1縮尺。静岡・和歌山・徳島3県版の広域図は30万分の1縮尺）。
- 本図は種類・縮尺ごとに枠が色分けされているが、新たに紫枠が加わり枠の色は（第四世代までの4種類から）5種類に増えた（「5千分の1及び1万5千分の1都道府県庁所在地&大都市拡大図、8万5千分の1・10万分の1・12万分の1離島部図」は青枠、「1万5千分の1その他主要市町村・観光地拡大図」は紫枠、「3万分の1主要都市圏道路図」はオレンジ枠、「3万分の1・5万分の1・6万分の1・12万分の1発行都府県内全域道路図」は赤枠、「20万分の1・25万分の1・30万分の1発行都府県とその周辺広域図」は緑枠でそれぞれ区分。ただし同じ第五世代SiMAPでも2015年改訂版と2016年改訂版とでは拡大図枠の色分けが異なり、2015年発行の前期改訂版は市区町村&観光地中心部拡大図と離島部図を青枠で統一。2016年発行の後期改訂版は都府県庁所在地中心部拡大図を青枠で、それ以外の主要市町村中心部&観光地拡大図と離島部図は紫枠でそれぞれ区別表示）。なお巻頭の拡大図項目に掲載しきれなかった観光地及び主要市区町村中心部拡大図は「3万分の1・5万分の1・6万分の1発行都府県内主要部&全域道路図」及び「20万分の1・25万分の1・30万分の1広域図」項の各余白に掲載。
- 巻末の「発行都府県内各市区町村の地名読み方索引」項は背景色が（第四世代までの茶色から）変更され、「都府県庁所在地」は青色・それ以外の市区町村は紫色でそれぞれ背景色を区別している。加えて地名読み方索引のルビ書体は全て「ゴシック体」に統一され、ルビは全て（本図同様）当該地名漢字の上部に振られている（第四世代では秋田・山形両県版のみ地名索引ルビが明朝体表記され、ルビは当該地名漢字の右隣に書かれていた）。

### 各年発行版の改訂
2007年版の改訂
- 全て表紙・本図双方を第二世代から第四世代へ変更。
  - 2007年4月　大阪府（第四世代SiMAPへの改訂版第一号）　8月　神奈川県　10月　福岡県

2008年版の改訂
- 栃木県以外は本図・表紙双方を第二世代から第四世代へ変更（栃木県は表紙のみの改訂で本図は以前の第二世代SiMAPを継続）。
  - 2007年12月　兵庫県
  - 2008年1月　愛知県･広島県　3月　東京都　4月　京都府　11月　大分県・沖縄県　12月栃木県・長崎県・鹿児島県

2009年版の改訂
- 青森・秋田・岩手・山形・福島・茨城・長野以外は表紙・本図双方を以前の第二世代から第四世代へ変更（東海・中京各県の県別マップルは静岡・三重両県の改訂を以て第四世代SiMAP化完了。北陸3県の県別マップルはこの年の6月に第一世代から第四世代へ一斉改訂。青森・茨城・長野の各県は表紙のみを改訂し、本図は以前の第二世代SiMAPを継続。秋田・岩手・山形・福島の各県は表紙のみを改訂し、本図は以前の第三世代SiMAPを継続。鳥取・徳島・香川・高知・宮崎の各県は本図のみを第四世代に改訂し、表紙は旧デザインを継続）。またスーパーマップルのみが発行されている北海道道路地図もこの年に以前の第二世代SiMAPから第四世代SiMAPへ改訂されている。
  - 2009年1月　福島県　2月 岐阜県・愛媛県・熊本県　3月 青森県・茨城県・長野県・静岡県・三重県・岡山県（岡山市政令指定都市移行対応）・島根県・佐賀県　 4月 秋田県・岩手県・山形県　6月 石川県・富山県・福井県　10月 宮城県・鳥取県・宮崎県　11月 香川県・徳島県・高知県

2010年版の改訂
- 秋田・岩手・山形・福島の各県は表紙に続き本図を第三世代から第四世代へ変更（これにより第三世代SiMAP図式は消滅）、青森・茨城・栃木の各県は表紙に続き本図を第二世代から第四世代へ変更（東北6県の県別マップルは青森県の改訂を以て第四世代SiMAP化完了）。鳥取・島根・高知の各県は本図に続き表紙デザインを第二世代から第四世代へ変更（中国5県の県別マップルは島根県の改訂を以て第四世代SiMAP化完了）。その他県は本図・表紙の両方を第二世代から第四世代へ変更（近畿各県の県別マップルは和歌山県の改訂を以て、関東各県の県別マップルは栃木・群馬両県の改訂を以て各々第四世代SiMAP化完了）。今後は2011年春までに全46点の「第四世代SiMAP化」を完了させる予定。
  - 2010年1月 奈良県　3月 新潟県・滋賀県　4月 和歌山県　5月 山梨県　6月 秋田県・福島県・山口県　7月 青森県（東北新幹線新青森駅延伸開業対応版）・岩手県・山形県・鳥取県・高知県　8月 茨城県・島根県 11月 栃木県・群馬県

2011年版の改訂
- 長野県は表紙に続き本図を第二世代から第四世代に、徳島・香川・宮崎の各県は本図に続き表紙を第三世代から第四世代に各々変更。これら改訂を以て発行全46都府県の第四世代SiMAP化が完了（これに伴い本図の第二世代図式と表紙の第三世代デザインは消滅）。
  - 2011年1月 長野県・香川県　 2月 徳島県・宮崎県

2012年版の改訂
- 2012年4月 岩手県・宮城県・福島県
  - 上記3県版のみ「震災復興支援版」として特別編集（他県版及び東北版以外のスーパーマップルは図式改訂無し）。本図こそ従来通り第四世代SiMAPだが（東日本大震災発生直後に臨時発行された「東日本大震災復興支援地図」の図式を引き継ぐ形で）津波で浸水した地区を網掛けで表示し（20万分の1・25万分の1広域図は除く）、当該地区に震災前存在した主要目標物を掲載している（全体の情報は2012年1月現在の内容だが、津波浸水区域及び福島第一原発事故警戒区域については2011年2月現在の情報を掲載）。さらに被災（家屋が津波で全半壊、及び福島第一原発事故警戒区域から避難している）世帯用仮設住宅の場所及び団地名、公共機関（学校・警察署・消防署・市区町村役場）の仮庁舎位置も掲載されており、仮設住宅は昭文社独自デザインの緑アイコンで示されている（津波で全半壊した公共機関は震災前立地していた場所に「移転中」と表記。ただし20万分の1・25万分の1広域図には非掲載）。同様の図式は「県別ライトマップル岩手・宮城・福島版」・「スーパーマップル東北道路地図」・「ライトマップル東北版」・「岩手・宮城・福島3県沿岸市町村の都市地図」にも復興支援版として引き継がれている。

2013年版の改訂
- 2013年2月 宮城県 　3月 岩手県・福島県
  - 図式は昨年版と同様で全体の情報は2012年11月時点の内容だが、「震災対応版」として発行。津波浸水区域は網掛け表示した上で2012年3月時点の情報を表示。震災がれきの仮置き場も「がれき集積地」として追加表記されている。なお「震災対応版」として発行する地域は岩手・宮城・福島3県のみで、他の都府県は図式改訂なし。

2015年版の改訂
- 2014年
  - 12月 岐阜県・兵庫県・岡山県・熊本県
- 2015年
  - 1月 愛知県・京都府・大阪府・広島県・鹿児島県
  - 2月 石川県・福井県・奈良県・宮崎県・沖縄県
  - 3月 富山県・三重県・滋賀県・福岡県・大分県
  - 8月 山口県
- 改訂版は2014年12月中旬以降順次発売。これまでの第四世代SiMAPまでとは表紙デザインが大幅リニューアルされた。富山・石川両県版は「北陸新幹線金沢開業対応版」として第五世代SiMAPへ改訂発売。
- 県別マップル以外で第五世代SiMAPへ改訂されたシリーズは「ライトマップル」・「GIGAマップルでっか字」・「分県地図」のみで、「都市地図」・「でっか字まっぷ」・「文庫地図」・「マックスマップル」・「スーパーマップル」・「街の達人」各シリーズ2015年版は以前の第四世代SiMAPのまま図式改訂なし。

2016年版の改訂
- 2015年
  - 10月 茨城県・栃木県・鳥取県
  - 11月 青森県・群馬県・長野県
  - 12月 福島県・新潟県・島根県
- 2016年
  - 1月 宮城県・山形県・埼玉県・神奈川県
  - 2月 東京都・静岡県
  - 3月 岩手県・千葉県・山梨県・和歌山県・長崎県
  - 5月 徳島県・愛媛県・佐賀県（佐賀県版は「熊本・大分地震」発生以前に実施した実走調査データに基づく編集）
  - 6月 秋田県・香川県・高知県、これにて発行全46都府県の第五世代SiMAP改訂完了（2014年～2015年にかけて改訂された地域の版は「2版」以降として重版開始。ただし改訂初版が売れ残っている書店は重版された版の入荷が遅れる場合あり）。
- 図式未改訂の（以前の第四世代SiMAP版を重版する）形で2015年版を発売した残り26都県（青森・岩手・宮城・秋田・山形・福島・茨城・栃木・群馬・埼玉・千葉・東京・神奈川・新潟・長野・山梨・静岡・和歌山・鳥取・島根・徳島・香川・愛媛・高知・佐賀・長崎）を第五世代図式（SiMAP）へ改訂開始し、2015年10月下旬以降に改訂版を順次発売（2015年7月～2016年4月までの調査データに基づき編集）。青森県版は「北海道新幹線開業対応版」として東北6県で最初に第五世代SiMAP化（各図の縮尺は従来通り県内全域道路図5万分の1・広域図25万分の1）。岩手・宮城・福島3県版は（「東日本大震災による津波の恐ろしさを後世に語り継ぐ」役目を担うべく）2015年まで「震災対応版」として編集されていたが、2016年版以降は（県別マップル以外のシリーズも含め）他都府県同様の通常版へと戻された（宮城県版の改訂は「仙台市地下鉄東西線開業対応版」を、岩手県版の改訂は「合併特例法期限切れに伴う盛岡市の旧玉山村域住所表記変更対応版」をそれぞれ兼務。「分県地図」シリーズ岩手・宮城・福島版は県別マップルより一足早く、2015年10月を以て第五世代SiMAPへ改訂完了）。静岡県版は「新東名浜松-豊田間開通対応版」として第五世代SiMAPへ改訂。新潟県版は12万分の1縮尺「佐渡北部&南部」項においても、島根県版は8万5千分の1縮尺「隠岐諸島」項においてもそれぞれ本図中へ大字ルビ振りを新規実施（福島県版では奥会津地区=会津若松・南会津両警察署管内南西部と会津坂下警察署管内南部の本図を第五世代へ改訂後も従来通り12万分の1縮尺とし、その本図中における大字へのルビ振りも従来通り非実施）。長野県版は最後まで第二世代図式のまま残っていた県内主要観光地拡大図も第五世代図式へ改訂されたため、「県別マップル」・「ライトマップル」両シリーズより旧来の第二世代図式は完全消滅した（第二世代図式は今後「都市地図」シリーズの一部に残るのみ）。徳島・佐賀両県版は広域図縮尺を従来の20万分の1から変更（徳島県版広域図は30万分の1縮尺へ、佐賀県版広域図は25万分の1縮尺へそれぞれ切り替えて1ページあたりの広域図収録範囲を広げ、使用ページ数を従来版の半分に削減）。徳島・香川・愛媛3県版は「オレンジ枠3万分の1縮尺の県内主要部（徳島県版は徳島市周辺=美馬市から鳴門市・阿南市にかけての徳島線・高徳線・鳴門線・牟岐線沿線。香川県版は東かがわ市から観音寺市にかけての高松自動車道・国道11号・高徳線・予讃線沿線。愛媛県版は松山市周辺と四国中央市から今治市にかけての予讃線沿線）道路図」を新設し、「赤枠6万分の1縮尺の県内全域道路図」も収録範囲を香川県観音寺市&三豊市（香川県版は徳島県美馬市、愛媛県版は広島県尾道市&三原市）にまで拡大、同時に「青枠1万2千分の1縮尺の徳島・松山各都市圏（香川県版は1万5千分の1縮尺の高松都市圏）詳細図」も収録範囲を大幅拡大（ページ数増）。さらに高知県版についても「青枠1万2千分の1縮尺の高知都市圏詳細図」が収録範囲を大幅拡大（ページ数増）。なお「スーパーマップル」・「マックスマップル」・「都市地図（文庫版・でっか字も含む）」・「街の達人」各シリーズ2016年版については、以前の第四世代SiMAPを重版する形による発売のため図式改訂なし（ただしシリーズ・地域によっては定価を前年までの版より引き上げ。「街の達人」シリーズ2016年以降版は表紙デザインを大幅変更）。
- 「消費税率が8%へ改定」された事に伴い、2014年4月1日より高速&有料道路の通行料金及びETC長距離割引料金・フェリー運賃・有料駐車場駐車料金が全国一斉に変更（値上げ）された。これに伴い2015・2016年発売版は第五世代SiMAPへの改訂作業開始時期が例年より早まっており、各月に新発売される第五世代SiMAPへの改訂版数は例年より増加。このため2015・2016年発売版は例年と異なり「8%税込みの高速・有料道路・フェリー・有料駐車場新料金体系」に対応させるべく、「在庫・展示品限り」となった（「オンライン購入」項で「品切れ」表示が出た）旧図式版についても次世代図式「第五世代SiMAP」への切替が急ピッチで進められ、2016年6月を以て発行47都道府県全ての「県別マップル・ライトマップル・分県地図」各シリーズが新型図式「第五世代SiMAP」へ置き換わった（県別マップルが発行されていない北海道は「分県地図」・「ライトマップル」・「GIGAマップルでっか字」のみ第五世代SiMAP化。「分県地図」シリーズは2016年3月を以て発行全47都道府県の第五世代SiMAP改訂完了）。
- 2016年2月に新刊された「ライトマップルミニ」シリーズの図式は県別マップル改訂に合わせて（2015年11月までの調査データに基づく）第五世代SiMAP図式を採用しているが、秋田・徳島・香川・愛媛・高知・佐賀6県版については2015年6月までの調査データに基づく「従来型第四世代SiMAP図式」となっている（県別マップル・A4判ライトマップル発行全46都府県の第五世代SiMAP改訂完了は2016年6月となる旨が決定。同年2月発売の岩手県版は県別マップル改訂より一足先に「2015年11月までの調査データに基づく第五世代SiMAP図式」を採用して改訂版を先行発売し、その翌月に本家「県別マップル岩手県道路地図」が「2015年12月までの調査データに基づく第五世代SiMAP図式」へ改訂発売）。
- 2016年4月14日に発生した「熊本・大分地震」で甚大な被害を受けた熊本・大分両県は「県別マップル・ライトマップル」が既に（2015年時点で）第五世代SiMAPへ改訂済みだが、熊本・大分両県版が都市地図シリーズを含め今後「震災対応版」として発行されるか否か、さらに2011年の東日本大震災同様「熊本・大分地震復興支援地図」が臨時発行されるか否かは現時点で未定となっている（特に熊本県内とその周辺では余震が収まらず交通網・道路網の寸断も長期化しているため現地での実走調査が難航しており、「県別マップル・ライトマップル・都市地図」各シリーズの熊本はじめ九州各県版は2016年以降版の重版発行に大幅な遅れが生じて品切れ・品薄状態が長引く可能性あり。昭文社トップページ「新着情報」項でもその旨を発表）。

2022年版の改訂
- 表紙デザインを大幅変更し、小さく細かい文字を大きく見られると共に、縮尺から実際の距離を計算可能な「スケール付き拡大鏡（ルーペ）」が新たに付属。表紙には発行各都府県のアルファベット頭文字が描かれ、巻末には「読み仮名&路線番号（高速道路ナンバリング）付き自専道インター名・SA/PA索引」が新設された（本図の図式は前年版の「第5世代SiMAP」を引き続き採用）。今版より定価は（前年版までの税込2,750円から）「税込2,970円」に値上げされている（廉価版「ライトマップル」も改訂に際し、税込定価を1,100円から1,210円へ値上げ）。
- 2021年
  - 6月 千葉県・新潟県
  - 7月 静岡県・奈良県・福岡県
  - 8月 滋賀県・和歌山県・島根県・広島県・徳島県
  - 9月 岩手県・宮城県・福島県・京都府・鹿児島県
  - 10月 岐阜県・岡山県
  - 11月 山梨県・三重県・佐賀県
- 2022年
  - 1月 山形県
  - 2月 福井県
  - 4月 山口県・熊本県・宮崎県・沖縄県
  - 5月 秋田県・埼玉県・兵庫県
  - 6月 群馬県・富山県・長野県・愛知県・大阪府・愛媛県・長崎県・大分県
  - 7月 茨城県・東京都・神奈川県・香川県
  - 8月 栃木県・石川県・高知県
  - 9月 青森県・鳥取県、以上を以て発行全46都府県の改訂完了。

## 備考
- ｢県別マップル｣の姉妹シリーズとして、｢クイックマップル｣と｢ライトマップル（各都道府県版）｣がある。両シリーズとも、県別マップルと同一の図版を利用している箇所が多い。昭文社#主な出版物の概略も参照。なお「グランプリ」シリーズは2000年限りで、「マップルA3判」・「クイックマップル」・「ニューエスト都市地図」・「マップルリング」シリーズは2010年限りで、「文庫版都市地図」シリーズは2019年限りでそれぞれ廃刊され、「県別マップル」・「ライトマップル」・「マックスマップル」・「ギガマップル」・「スーパーマップル」・「街の達人」・「シート版都市地図」各シリーズへ移管されている。
- ｢県別マップル｣シリーズは同時期に創刊された｢スーパーマップル｣シリーズの都府県別版の要素が強く、全国展開している企業や（カーディーラー・カー用品店・スーパーマーケット・大型ショッピングモール運営会社などの）各種販売店チェーンをはじめ、官公庁・警察・消防・鉄道&バス事業者・（NEXCOなどの）道路管理会社・（JAFなどの）ロードサービス会社・タクシー会社・放送局・自動車教習所・運送事業者・航空会社・（航空写真撮影や報道取材などの委託を受ける）ヘリ運航会社などから（販売&顧客獲得戦略・市場調査・パトロール計画・防災計画などを練るための会議用資料として用いる「社の備品」として）のまとめ発注も多い。
- かつて発行されていた都道府県別版地図帳｢ニューエスト｣は市区町村別の地図を収録していたため、市区町村によって縮尺がまちまちとなる欠点があったが、県別マップルは、都府県ほぼ全域を統一縮尺でカバー（約1:2.5万-10万の都府県下全域道路図と約1:10万-1:25万の広域道路図）する事で、この欠点をなくしている。
- 逆に、主要都市以外の地区は縮尺が広くなるなどの欠点もある。
- 県別マップルをはじめとする昭文社地図には・（コンビニ・量販店・ガソリンスタンドなどの）大手チェーン店ロゴマークをそのまま掲載しており、これらは商標法および著作権法に基づく掲載許諾を事前に各社より得たうえで実施している。
- 「県別マップル」をはじめとする昭文社発行出版物は、同社公式サイト内「マップルオンラインショップ」項からも購入可能（支払いは代金引換のみで、商品代金に加え230円の代引き手数料と全国一律800円の送料が別途発生。ただし購入金額が税込1,500円以上の場合は送料無料となり、代引き手数料のみを商品到着時に配送業者へ代金と共に支払う）。なお当該年版の発行（生産）を終え（絶版となり）「書店・コンビニにある在庫・展示品限り」となった出版物には「品切れ」の注意書きが表記され、新製品（最新年データへの更新版及び改訂版）は書店・コンビニへの出荷を優先する関係上「マップルオンラインショップ」項への掲載が遅れたり、諸事情（輸送ダイヤの乱れなど）により書店・コンビニへの改訂新版入荷が予定日より遅れる場合がある（改訂作業が本格化した版は品切れになっていない場合でも「オンライン購入」項より一時削除し、改訂新版完成後に旧版と入れ替える形で新図式版を掲載。品切れ表示が出る前に「オンライン購入」項より削除された旧版も品切れ扱いとなり「書店&コンビニの在庫・展示品限り」として販売。オンライン購入で品切れになっていない商品でも店舗や地域により「書店・コンビニ・配送センターへの当該期入荷分が他地区&他店より早く完売されたため在庫切れ」となる場合あり）。
- かつて発行されていた「グランプリ」シリーズ（25万分の1及び10万分の1）では、頭注及び脚注部分に（交通情報・気象情報・災害情報などを得るために必要な）全国各地のAM・FMラジオ周波数が記載されていた。しかし（「グランプリ」シリーズが廃刊され）「マップル」シリーズ主体への移行と共に（地図本文への）ラジオ周波数記載は廃止されている。
- パナソニック コンシューマーマーケティングが運営する全国のパナソニックショップ検索サイト「スーパーパナソニックショップ（SPS）のご紹介」では、昭文社がSPS認定各店の場所を示す地図作成を担当。県別マップルやスーパーマップルなどと同一デザインの「SiMAP」が採用されている（地図の縮尺及び表示範囲はPC側からのクリックやドラッグ操作で自由に変更可能）。
- かつて道路地図や都市地図を発行していた同業他社は（インターネットやスマートフォンの台頭により地図の発行部数が減って売り上げが落ち込んだため）経営破綻や他社への吸収合併により消滅するケースが急増しており、現在の国内地図出版大手は「昭文社」と「ゼンリン」の2強に絞られてきている。
- 県別マップルシリーズ創刊当初は同業他社の「人文社」が同様のシリーズ「各都道府県広域道路地図」を発行していた。しかし人文社は（地図発行部数減少による売り上げ落ち込みのため赤字が膨らみ）2013年に経営破綻により消滅し、現在都道府県&市区町村単位の詳細道路地図帳を国内全地域版発行しているのは（「県別マップル」・「スーパーマップル」・「都市地図」各シリーズを発行している）昭文社と（「住宅地図」を発行している）ゼンリンのみである。
- 書店・コンビニで販売されている昭文社発行地図の種類（ラインナップ）は規模・地域により異なり、全国展開している大規模（大手）書店は（「県別マップル」・「スーパーマップル」・「都市地図」・「分県地図」・「文庫地図」・「街の達人」を中心に）全ての都道府県・市区町村版を販売しているが、コンビニや地元系中小書店は「店頭販売する昭文社発行地図は地元版のみとし、その他地域版は取り寄せ」とする場合が多い。
- （定価が税込み1,080円へ引き上げられた）2015・2016年版以降の「ライトマップル」シリーズは主要市区町村中心部&観光地拡大図のみ第五世代SiMAPへ改訂され、広域図（10万分の1・20万分の1・25万分の1）は従来図式（第四世代SiMAP）のままとなっている。
- 2016年2月からは県別マップルシリーズの廉価版で、既刊の「ライトマップル」シリーズより判を小さくしたA5判「ライトマップルmini」シリーズが新たに創刊。図式は創刊当初より「第五世代SiMAP」が用いられている。定価は全巻税込み1,080円（既刊のA4判ライトマップルについても、第五世代SiMAPへ改訂された2015年以降版は定価を以前の税込み972円から税込み1,080円に引き上げ）。
- 社会科授業で「検定教科書」として用いられている地図帳の制作・出版を昭文社は発足当初から今日まで手がけていない（一般向け製品のみを製作・発売している）ため、昭文社製地図の「SiMAP」図式が小・中・高校の社会科授業（地理・日本史・世界史・公民）で用いられる事は無い（社会科授業では文部科学省の教科書検定に合格した帝国書院・二宮書店・東京書籍いずれかの地図帳を用い、授業で採用する出版社製品は都道府県・市区町村教育委員会や私立学校の判断により異なる）。
- 土日祝・GW・お盆・年末年始は昭文社が休業となるため、この期間中は「（書店・コンビニの）在庫・展示品限り」となる（製品出荷は同社の休み明け以降となるため、在庫完売後の品切れ期間が通常より長引く場合あり）。また書店の在庫が完売となっても重版及び改訂された新版は（最寄りの昭文社配送センター在庫状況に左右されるため）すぐに入荷せず、当該書店における品切れが1ヶ月以上続くケースも珍しくない。
- 地図などの書籍類は「（出版社側&業界団体の判断により）定価（仕入れ代と店頭販売価格）を全国共通とする責任販売制」を採用しており、「店内在庫を一日でも早く売り切るために年式の古い（賞味期限切れの）地図・書籍・雑誌を店側の独断で故意に現金値引き販売する行為は（店舗で独自にポイント還元値引きする場合、及び古書店が地図・書籍類を買い取って販売する場合を除き）固く禁止」されている。さらに「大量一括仕入れ」により販売する昭文社製出版物は「当該店の地元版とその近隣版地図・雑誌類のみ」で、その他地域版の地図は「初版・旧版の店内在庫を完売させてから必要最低限の数量を売れる見込み数（殆どの書店では1部）だけ仕入れる方式」としている（売れ残り商品を昭文社側へ返品する行動は極力避け、当該期に仕入れた商品の店内在庫は全て売り切って店側・昭文社双方が損失=赤字を出さないよう工夫）。
- 当シリーズ「県別マップル」をはじめとする（地図を中心とした）昭文社製品を全巻全シリーズ完全展示販売している店舗は「全国展開している大手書店チェーンの一部地域のみ」となっており、大半の書店では（大手・中小問わず「限られた売り場スペース及び予算=仕入れ代」の関係上）「店頭展示販売する製品は当該店のある地元版とその周辺地区版中心とし、遠隔地版は取り寄せによる販売」としている。
- 昭文社製品に限らず「地図などの出版物複製品を出版社及び著者に無断で不特定多数の人々に販売し利益を得る行為」は著作権法違反で罰せられる（「私的利用目的での出版物複写」は著作権法違反にならないが、複製品を営利目的で使用する場合は「著作権法及び商標法に基づく使用許諾手続きと権利料支払い」が必要）。さらに読み終えた（年式の古い）地図や書籍を古書店へ売却する場合、買取可能なのは「お金を払って購入した正規品」に限られ、「盗品」及び「複製品（海賊版）」は買取不可（買い取った品が正規品でもそれが「盗品」と判明した場合、買い取った側は警察へ通報する義務が生じる。盗品を不正に買い取って販売する行為は刑法の「盗品等有償譲受」及び「盗品等保管」で罰せられる）。